# Un intercanvi per Nadal
Un intercanvi per Nadal (originalment en noruec, Snekker Andersen og Julenissen) és una pel·lícula noruega del 2016. Basada en el llibre infantil nadalenc Snekker Andersen og julenissen d'Alf Prøysen, està dirigida per Terje Rangnes. Els actors Trond Espen Seim i Anders Baasmo interpreten els papers principals com a fuster Andersen i Pare Noel, respectivament. S'ha doblat al català oriental; també s'ha editat una versió en valencià per a À Punt.
La pel·lícula va ser nominada al premi Amanda a la millor pel·lícula infantil i al premi del públic el 2017. El 2019 va arribar una seqüela titulada El Nadal oblidat.